# 아소역 (고치현)
아소역(일본어: 吾桑駅)은 일본 고치현 스사키시에 위치한 시코쿠 여객철도 도산 선의 철도역이다. 역 번호는 K16이며, 상대식 승강장 2면 2선 구조를 갖춘 지상역이다.

## 타는 곳
| 1 | ■ 도산 선 | (상행) | 이노 · 고치 · 도사야마다 방면 |
| 2 | ■ 도산 선 | (하행) | 스사키 · 구보카와 방면        |

## 역 주변
- 손다야마 온천

## 역사
- 1924년 3월 30일 : 개업.
- 1969년 10월 1일 : 배달의 취급을 폐지.
- 1970년 10월 1일 : 무인역화.
- 1987년 4월 1일 : 일본국유철도 분할 민영화에 의해, 시코쿠 여객철도가 승계.

## 인접 역
| 시코쿠 여객철도 도산 선        | 시코쿠 여객철도 도산 선 | 시코쿠 여객철도 도산 선   |
| ------------------------------ | ----------------------- | ------------------------- |
| K 15 도가노 다도쓰 · 고치 방면 | 도산 선                 | 오노고 K 17 구보카와 방면 |